# Partito Comunista Taiwanese
Il Partito Comunista Taiwanese è stato un partito politico comunista di Taiwan. Fu fondato dai membri della Lega di Autogoverno Democratico di Taiwan. Era alleato con il Partito Laburista Taiwanese.
Il partito è stato ufficialmente formato il 15 aprile 1928 nella Concessione francese di Shanghai. La sua pianificazione risale al 1925, quando gli studenti taiwanesi formati a Mosca iniziarono a contattare persone con idee simili in Cina e Giappone. Alla fine del 1927, il Comintern aveva incaricato i comunisti giapponesi, che erano stati organizzati dal 1922, di redigere carte politiche e organizzative (綱領) per un "Partito comunista giapponese, ramo nazionale di Taiwan". A seguito della bozza, Lin Mu-shun e Hsieh Hsueh-hung si incontrarono segretamente a Shanghai con altri sette, tre dei quali rappresentavano rispettivamente i partiti comunisti cinese, coreano e giapponese, per formare la nascente organizzazione. La prima sede del Partito Comunista Taiwanese si trovava nella concessione francese di Shanghai.
Nel 1931, il Comintern elevò lo status del gruppo da ramo di partito a quello di partito a tutti gli effetti, di cui era direttamente responsabile.
Lo statuto del 1928 assoggettava al partito giapponese l'organizzazione dei comunisti taiwanesi. Politicamente, il partito ha descritto la "nazione taiwanese" (Taiwan Minzu) come i discendenti dell'esercito di Koxinga e in seguito dei coloni della Cina sudorientale. Sia Koxinga che altri sovrani manciù stabilirono un sistema feudale, che, a suo avviso, iniziò a disintegrarsi con l'introduzione della capitale occidentale del XIX secolo nell'isola.
La Repubblica di Formosa rappresentava un movimento rivoluzionario di proprietari terrieri feudali, mercanti e patrioti radicali, ma era destinata al fallimento data l'immaturità della classe capitalista autoctona. Ha visto il capitalismo di Taiwan essere completamente dipendente dalla sua controparte giapponese.
La rivoluzione proletaria sarebbe guidata dalla contraddizione tra il capitale giapponese dominante e il capitale autoctono (e poco sviluppato) e gli elementi feudali rurali. L'obiettivo del partito era quello di unire gli operai e i contadini. Per raggiungere questo obiettivo, il partito avrebbe usato l'Associazione culturale taiwanese di sinistra come piattaforma e fronte legale, ed avrebbe esposto le "bugie" del Partito Popolare Taiwanese, che si era mosso verso sinistra sotto la guida di Chiang Wei-shui.
Sebbene ai comunisti giapponesi fosse stato affidato il compito di guidare il ramo taiwanese, la massiccia repressione nel Giappone vero e proprio, a partire dal 1928, lasciò i taiwanesi alla deriva. Anche alcuni studenti di sinistra sono stati costretti a tornare a Taiwan. La leadership è toccata a Hsieh Hsueh-hung per riorganizzarsi alla luce di tale sviluppo.
Il partito ha cercato di organizzare i lavoratori nelle industrie ancora non organizzate, compresi i settori dei trasporti e delle miniere nel nord di Taiwan. Quadri di partito furono mandati a diffondere propaganda nelle fattorie di Yilan e nelle miniere di Chilung, con alterne fortune. A Taipei, il partito ha guidato uno sciopero fallito dei tipografi. Nel sud dell'isola, i quadri hanno scatenato uno sciopero dei ferrovieri a Kaohsiung. Nel complesso, tuttavia, il Partito Comunista Taiwanese non fu né attivo né di successo come l'Alleanza dei lavoratori taiwanesi, che era affiliata al Partito Popolare di Taiwan.
La riunione ha avuto più successo nell'organizzare i contadini. In precedenza, un movimento di agricoltori dalla base si era diffuso rapidamente nel 1925, portando alla creazione dell'Unione dei contadini taiwanesi a livello dell'isola. Il Partito Comunista Taiwanese fu in grado di coltivare la sua fazione all'interno dell'Unione e alla fine del 1928 l'Unione dichiarò apertamente il suo sostegno ai comunisti. A quel tempo, la grande depressione del 1930 fu vista da molti comunisti in tutto il mondo come un segno che la rivoluzione del proletariato era sul punto di esplodere. Anche gli sforzi bellici del Giappone in Cina si erano impantanati. Nel 1931 l'Unione dei contadini guidata dal Partito Comunista Taiwanese addestrava segretamente gli agricoltori (molti di etnia Hakka) in preparazione alla lotta armata per formare un soviet, che alcuni credevano avrebbe presto ottenuto il sostegno del Partito Comunista Cinese. Una fuga di notizie ha permesso alle autorità di liquidare un gruppo chiave, bloccando quel piano.
Fin dal suo inizio, il Partito Comunista Taiwanese aveva in programma di infiltrarsi nell'Associazione Culturale, che era già di sinistra, dopo che un gruppo di leader moderati e conservatori se ne era andato nel 1927. Era una piattaforma conveniente che poteva fungere da facciata legale. Il terzo congresso (1929) vide i comunisti riuscire ad eleggere diversi quadri nel comitato centrale dell'Associazione. Hanno proceduto a eliminare la leadership dei restanti conservatori e della sinistra non del Partito Comunista Taiwanese, in particolare Lien Wenqing.
Tra il 1931 e il 1933, le autorità arrestarono 107 membri del Partito Comunista Taiwanese, che furono condannati a pene detentive fino a 15 anni. Alcuni sono morti in prigione.
Inizialmente, il partito era stato sotto l'influenza del teorico giapponese Yamakawa Hitoshi, che sosteneva l'unione degli operai, dei contadini e della piccola borghesia per formare un partito di massa. Il Comintern inizialmente favorì anche l'unione dei comunisti con le forze borghesi per condurre una guerra antimperialista di liberazione nazionale. Lo statuto del Partito Comunista Taiwanese del 1931, tuttavia, rifletteva una nuova valutazione che minimizzava il potenziale rivoluzionario della borghesia. La lotta di classe doveva essere la priorità. Hsieh, il leader fino ad allora, si oppose alla nuova svolta. Lei e i suoi sostenitori sono stati costretti a lasciare il partito.
Non ci sono prove che i membri sopravvissuti del partito siano riusciti a ricostituire il Partito Comunista Taiwanese dopo la resa del Giappone alle forze alleate. Tuttavia, durante i due anni tra il 1945 e le conseguenze dell'incidente del 28 febbraio, alcuni membri del passato (in particolare Hsieh Hsüeh-hung) parteciparono all'azione antigovernativa. La repressione del Kuomintang portò una parte di loro a fuggire nella Cina continentale, dove si unirono ai ranghi del Partito Comunista Cinese. Alcuni dei sopravvissuti fuggirono nella Hong Kong occupata dai britannici e formarono la Lega di Autogoverno Democratico di Taiwan nel novembre 1947. Le attività comuniste dopo la "retrocessione" nazionalista del 1949 a Taiwan furono quindi dirette sotto gli auspici del Partito Comunista Cinese. Il Partito Laburista Taiwanese è stato formato nel 1989 e proclama di avere legami storici con il Partito Comunista di Taiwan.
Dopo la revoca della legge marziale nel 1987, sono stati fatti tentativi per ristabilire una parte legale con lo stesso nome. Tuttavia, le richieste al Ministero degli Interni della Repubblica di Cina sono state respinte sulla base del fatto che l'articolo 2 della Legge sull'organizzazione civica vieta alle organizzazioni e alle attività civiche di promuovere il comunismo. Successivamente, nel 1989, è stato fondato il Partito del Lavoro, che si considera il successore ideologico del Partito Comunista di Taiwan.
Il 20 luglio 2008 è stato fondato il Partito Comunista di Taiwan, lo stesso giorno in cui la Corte Costituzionale di Taiwan ha dichiarato incostituzionale il divieto del comunismo.
L'anno successivo furono fondati altri due partiti. Il 31 marzo 2009 è stato fondato il Partito Comunista della Repubblica di Cina e, nello stesso anno, il Partito Comunista Democratico di Taiwan.
Il Partito Comunista Cinese non ha mostrato alcun interesse recente nella promozione del comunismo a Taiwan e, a partire dal 2005, la maggior parte dei suoi sforzi sono diretti a promuovere il nazionalismo cinese a Taiwan, il che ha portato a relazioni sempre più calde con la Coalizione pan-azzurra. Tuttavia, nel 2000, Dai Chung, residente a Taiwan, si è autoproclamato un "ramo della provincia di Taiwan" del Partito Comunista Cinese senza richiedere lo status ufficiale di partito politico e senza alcun sostegno o interesse da parte del Partito Comunista Cinese.